# Lưu Diên Đông

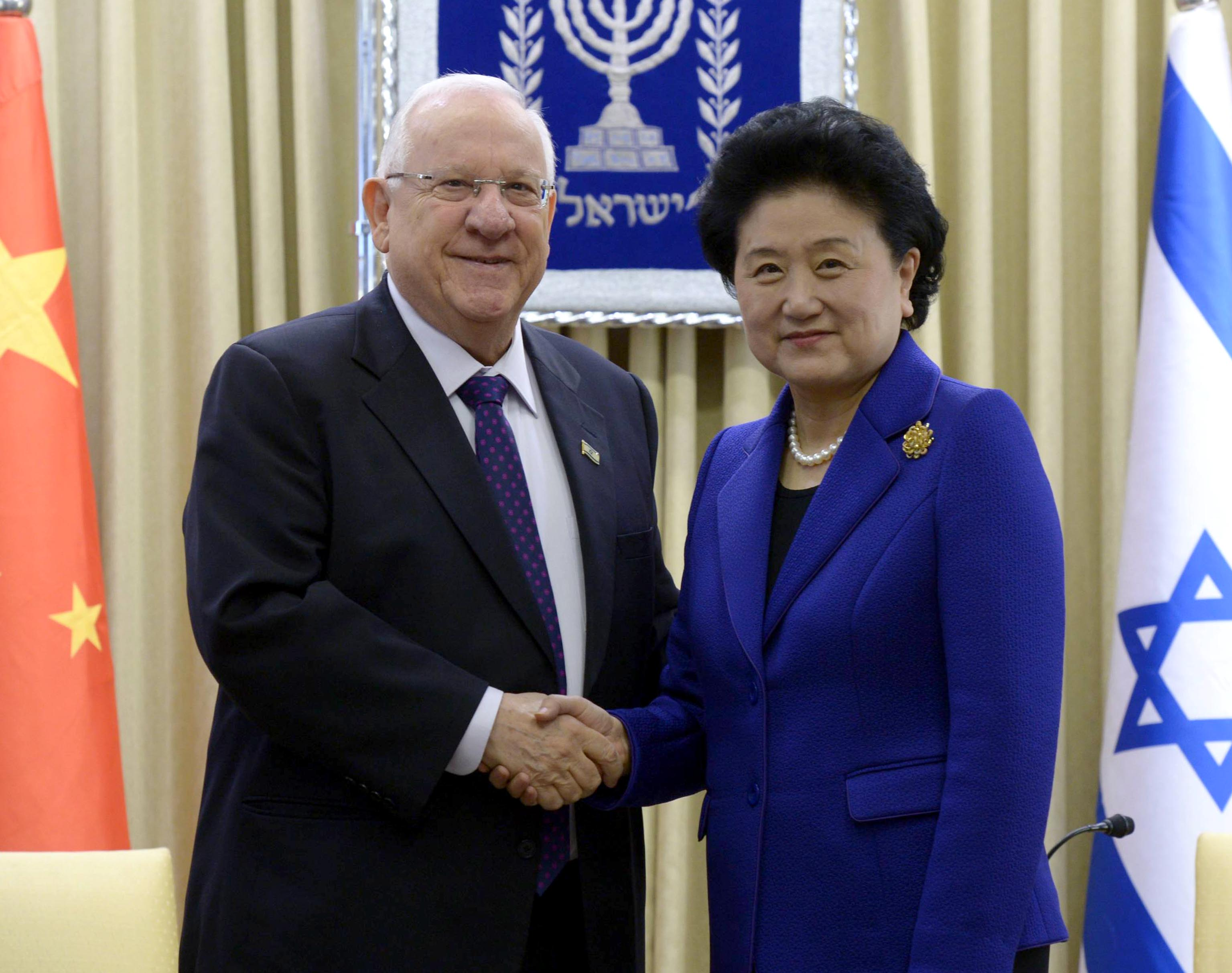
Lưu Diên Đông với Tổng thống Israel Reuven Rivlin tháng 3 năm 2016

Lưu Diên Đông (sinh ngày 22 tháng 11 năm 1945) là nữ chính khách nước Cộng hòa Nhân dân Trung Hoa. Bà từng giữ chức vụ Ủy viên Bộ Chính trị Đảng Cộng sản Trung Quốc khóa 17 và khóa 18 nhiệm kỳ 2007 đến năm 2017, Ủy viên Quốc vụ nhiệm kỳ 2008 đến năm 2013 và Phó Thủ tướng Quốc vụ viện Trung Quốc nhiệm kỳ từ năm 2013 đến năm 2018. Bà cũng từng đảm nhiệm cương vị Trưởng Ban Công tác Mặt trận Thống nhất Trung ương Đảng Cộng sản Trung Quốc kiêm Phó chủ tịch Ủy ban Toàn quốc Hội nghị Hiệp thương Chính trị Nhân dân Trung Quốc từ năm 2002 đến năm 2007.
Lưu Diên Đông thân thiết với cựu Chủ tịch Trung Quốc Hồ Cẩm Đào vì cả hai cùng tốt nghiệp Đại học Thanh Hoa và có thời gian cùng hoạt động trong Đoàn Thanh niên Cộng sản.

## Tiểu sử

### Thân thế
Lưu Diên Đông là người Hán sinh ngày 22 tháng 11 năm 1945 ở Hoài An, tỉnh Giang Tô, nay thuộc Sở Châu, Giang Tô, nguyên quán ở Nam Thông, tỉnh Giang Tô. Cha của bà là ông Lưu Nhuệ Long, từng giữ chức Thứ trưởng Bộ Nông nghiệp và đóng vai trò then chốt trong những năm đầu của kỷ nguyên Cộng sản tại Trung Quốc.

### Giáo dục
Năm 1964 đến năm 1970, Lưu Diên Đông theo học khoa hóa học kỹ thuật tại Đại học Thanh Hoa.
Năm 1990 đến năm 1994, bà theo học tại chức chuyên ngành phương pháp và lý luận xã hội học khoa xã hội học tại Đại học Nhân dân Trung Quốc và được trao học vị thạc sĩ.
Năm 1994 đến năm 1998, bà theo học tại chức chuyên ngành lý luận chính trị học, Học viện Hành chính ở Đại học Cát Lâm và được trao học vị tiến sĩ.

### Sự nghiệp
Tháng 7 năm 1964, Lưu Diên Đông gia nhập Đảng Cộng sản Trung Quốc. Tháng 3 năm 1970, sau khi tốt nghiệp đại học, Lưu Diên Đông bắt đầu tham gia công tác làm công nhân, kỹ thuật viên cho nhà máy hóa chất công nghiệp Khai Bình ở thành phố Đường Sơn, tỉnh Hà Bắc. Năm 1972, bà chuyển đến làm công nhân cho nhà máy thực nghiệm hóa chất công nghiệp Bắc Kinh và được cử là Bí thư Chi bộ Đảng phân xưởng hợp thành, Ủy viên Đảng ủy nhà máy, Phó Chủ nhiệm rồi Chủ nhiệm Chính trị nhà máy.
Năm 1980, Lưu Diên Đông chuyển công tác làm cán bộ Ban Tổ chức Thành ủy Bắc Kinh. Năm 1981, bà được bổ nhiệm làm Phó Bí thư Khu ủy Triều Dương, Bắc Kinh. Tháng 12 năm 1982, bà chuyển sang công tác tại Đoàn Thanh niên Cộng sản Trung Quốc giữ cương vị Bí thư Ban Bí thư Trung ương Đoàn Thanh niên Cộng sản Trung Quốc. Tháng 4 năm 1983, bà được bổ nhiệm làm Bí thư Ban Bí thư Trung ương Đoàn Thanh niên Cộng sản Trung Quốc kiêm Phó Chủ tịch Hội Liên hiệp Thanh niên toàn quốc Trung Quốc. Tháng 4 năm 1985, bà được cử làm Bí thư Ban Bí thư Trung ương Đoàn Thanh niên Cộng sản Trung Quốc kiêm Chủ tịch Hội Liên hiệp Thanh niên toàn quốc Trung Quốc. Tháng 5 năm 1988, bà được bổ nhiệm giữ chức Bí thư Thường trực Ban Bí thư Trung ương Đoàn Thanh niên Cộng sản Trung Quốc, Chủ tịch Hội Liên hiệp Thanh niên toàn quốc Trung Quốc.
Tháng 3 năm 1991, bà chuyển sang làm Phó Tổng Thư ký Ban Công tác Mặt trận Thống nhất Trung ương Đảng Cộng sản Trung Quốc, cơ quan Mặt trận thống nhất chuyên xử lý các vấn đề liên quan đến Tây Tạng, Đài Loan, Hong Kong và Macau. Tháng 9 năm 1991, bà được bổ nhiệm giữ chức Phó Trưởng Ban Công tác Mặt trận Thống nhất Trung ương. Năm 1995, bà được bổ nhiệm làm Phó Trưởng Ban Công tác Mặt trận Thống nhất Trung ương kiêm Bí thư tổ Đảng Học viện Chủ nghĩa Xã hội Trung ương. Tháng 10 năm 1997, tại Đại hội Đảng Cộng sản Trung Quốc lần thứ 15, bà được bầu làm Ủy viên dự khuyết Ban Chấp hành Trung ương Đảng Cộng sản Trung Quốc khóa XV. Tháng 11 năm 2002, tại Đại hội Đảng Cộng sản Trung Quốc lần thứ 16, bà được bầu làm Ủy viên chính thức Ban Chấp hành Trung ương Đảng Cộng sản Trung Quốc khóa XVI.
Tháng 12 năm 2002, Lưu Diên Đông được bổ nhiệm làm Trưởng Ban Công tác Mặt trận Thống nhất Trung ương Đảng Cộng sản Trung Quốc. Tháng 3 năm 2003, bà được bầu kiêm nhiệm chức vụ Phó chủ tịch Ủy ban Toàn quốc Hội nghị Hiệp thương Chính trị Nhân dân Trung Quốc. Tháng 10 năm 2007, tại Đại hội Đảng Cộng sản Trung Quốc lần thứ 17, bà được bầu làm Ủy viên Bộ Chính trị Đảng Cộng sản Trung Quốc khóa 17. Tháng 3 năm 2008, tại kỳ họp thứ nhất, Quốc hội Trung Quốc khóa 11, Lưu Diên Đông được bầu làm Ủy viên Quốc vụ và không được chọn làm Phó Thủ tướng Quốc vụ viện. Bà cũng là Phó Bí thư tổ Đảng, Phó Chủ tịch Ủy ban Tổ chức Olympic Bắc Kinh 2008; Bí thư tổ Đảng, Chủ tịch Ủy ban tổ chức Olympic Bắc Kinh 2008 là ông Lưu Kỳ - Bí thư Thành ủy Bắc Kinh.
Ngày 15 tháng 11 năm 2012, tại phiên họp toàn thể đầu tiên của Ủy ban Trung ương Đảng Cộng sản Trung Quốc khóa 18, bà được bầu làm Ủy viên Bộ Chính trị Đảng Cộng sản Trung Quốc khóa 18. Chiều ngày 16 tháng 3 năm 2013, tại phiên họp toàn thể lần thứ sáu của kỳ họp thứ nhất Quốc hội Trung Quốc khóa 12, Lưu Diên Đông được bầu làm Phó Thủ tướng Quốc vụ viện Trung Quốc theo đề cử của Thủ tướng Lý Khắc Cường.

## Cuộc sống cá nhân
Lưu Diên Đông đã kết hôn và có một con gái. Ngày 13 tháng 4 năm 2009, Đại học Stony Brook đã trao cho bà Lưu Diên Đông học vị tiến sĩ luật học danh dự.
Trong cuộc sống bà Lưu Diên Đông luôn xây dựng cho mình hình ảnh của một lãnh đạo thận trọng, khiêm tốn và gần gũi với người dân.